# Simon Kjær
Simon Kjær (Horsens, 26 maart 1989) is een Deense betaald voetballer die doorgaans in de verdediging speelt. Hij maakte in de zomer van 2020 de overstap van Sevilla naar AC Milan. Kjær debuteerde in juni 2009 in het Deens voetbalelftal.

## Clubcarrière

### FC Midtjylland
Kjærs professionele voetbalcarrière begon in 2005 bij FC Midtjylland. Op 30 september 2007 maakte hij tegen Aarhus GF zijn debuut in het betaalde voetbal en won hij met 2-0. In de tweede seizoenshelft werd hij vaste basisspeler en miste hij geen enkele wedstrijd meer. In totaal speelde hij 19 wedstrijden in zijn debuutseizoen.

### Palermo
Hij verhuisde in februari 2008 voor vier miljoen euro naar Palermo. Op 26 oktober maakte hij tegen ACF Fiorentina zijn debuut voor Palermo. Een week later scoorde hij in een 3-0 overwinning op Hellas Verona zijn eerste doelpunt in het betaald voetbal en voor zijn nieuwe club Palermo. Hij kwam tot 27 competitiewedstrijden in zijn eerste seizoen in Italië en kwam daarin tot drie goals. In zijn tweede seizoen miste hij slechts drie wedstrijden in de competitie en beker. Hij speelde in totaal 65 wedstrijden voor Palermo, waarin hij goed was voor vijf goals en twee assists.

### VfL Wolfsburg
Kjær tekende in juli 2010 een vierjarig contract bij VfL Wolfsburg, dat €13.000.000,- voor hem betaalde aan Palermo. Hij maakte op 15 augustus in de beker tegen SC Preußen Münster zijn debuut voor Wolfsburg. Een week later speelde hij tegen Bayern München ook zijn eerste wedstrijd in de Bundesliga. Op 22 januari 2011 scoorde hij tegen 1. FSV Mainz 05 de enige treffer van de wedstrijd. Met deze eerste goal voor zijn nieuwe club zorgde hij voor de drie punten. Toch werd hij in de volgende transferzomer verhuurd aan AS Roma, waar hij op 17 september tegen Internazionale zijn debuut maakte. Hij speelde in totaal 24 wedstrijden voor AS Roma. Na zijn terugkomst in Wolfsburg, speelde Kjær nog één jaar voor de club. 

### OSC Lille
In de zomer van 2013 vertrok Kjær naar Lille OSC. Daar maakte hij op 10 augustus tegen FC Lorient zijn debuut voor de club. Op 21 januari 2014 scoorde hij in de vierde ronde van de Coupe de France tegen IC de Croix zijn eerste doelpunt voor Lille. Op 23 augustus scoorde hij tegen Lorient zijn eerste competitiedoelpunt voor Lille. Op 18 september maakte hij in zijn debuut in de Europa League-debuut tegen FK Krasnodar ook meteen zijn eerste Europese doelpunt. Met Lille eindigde hij in zijn eerste jaar als derde en in zijn tweede jaar als achtste in de Ligue 1. Hij speelde in totaal twee seizoenen 79 wedstrijden voor Lille, waarin hij tot vier goals en één assist kwam.

### Fenerbahçe
Kjær tekende in juni 2015 vervolgens een contract tot medio 2019 bij Fenerbahçe SK, dat circa €7.650.000,- voor hem betaalde aan Lille. Hij maakte op 28 juli in de Champions League-kwalificatiewedstrijd tegen FK Sjachtar Donetsk zijn debuut voor zijn nieuwe club. Op 28 december scoorde hij tegen Sivasspor zijn eerste doelpunt voor Fenerbahçe, dat dat seizoen tweede eindigde in de competitie en de bekerfinale verloor van Galatasaray SK. In zijn tweede seizoen eindigde hij in een Europa League-poule met Manchester United, Feyenoord en Zorja Loehansk als eerste, waarna het misging in de tussenronde tegen Krasnodar. Hij maakte twee seizoenen vol bij Fenerbahçe, waarin hij tot 88 wedstrijden, vijf goals en één assist kwam.

### Sevilla
In juli 2017 verhuisde Kjær naar Sevilla, waarvoor hij op 19 augustus tegen RCD Espanyol zijn debuut maakte. Een maand later maakte hij tegen Liverpool zijn debuut in het hoofdtoernooi van de Champions League. Op 17 oktober scoorde hij tegen Spartak Moskou zijn eerste doelpunt in die competitie en zijn eerste voor Sevilla. Op 6 januari 2018 scoorde hij tegen Real Betis zijn eerste doelpunt in de Spaanse competitie. Door een knieblessure miste hij de finale van de Copa del Rey, die door FC Barcelona met 5-0 gewonnen werd. Op 12 augustus speelde hij in de Supercopa de España wel, maar opnieuw was FC Barcelona te sterk, ditmaal met 2-1. Kjær speelde twee seizoenen voor Sevilla en kwam hierin tot 64 wedstrijden, drie goals en één assist. 

### AC Milan
Na een verhuurperiode aan Atalanta Bergamo, waar hij slechts zes wedstrijden zou spelen in een halfjaar tijd, verhuurde Sevilla de Deen in de winter van 2020 voor een halfjaar aan AC Milan. Daar maakte hij op 15 januari in de beker tegen SPAL zijn debuut. Vier dagen later debuteerde hij ook voor AC Milan in de competitie tegen Udinese. Begin september 2020 verhuisde hij definitief naar AC Milan voor iets meer dan 3,5 miljoen euro. Daar ging hij met Fikayo Tomori, Alessio Romagnoli, Matteo Gabbia en Pierre Kalulu strijden om een plek centraal achterin. Op 11 maart 2021 scoorde hij in de achtste finale van de Europa League tegen Manchester United zijn eerste goal voor AC Milan. In zijn eerste seizoen was hij eerste keuze en kwam hij tot 39 wedstrijden in alle competities. 
Op 27 oktober 2021 verlengde de Deen zijn aflopende contract bij Milan tot 2024. In de wedstrijd op Genoa (0-3) op 1 december 2021 blesseerde Kjær zich al na vier minuten aan de ligamenten van de linkerknie. Na een operatie werd zijn onbeschikbaarheid op zes maanden ingeschat. Dat seizoen zou hij met Milan wel kampioen worden van de Serie A. Het was zijn eerste prijs in het clubvoetbal. Op 30 augustus 2022 maakte hij na bijna negen maanden afwezigheid zijn rentree tegen US Sassuolo. Vanaf dat moment was hij ook geen onbetwist basisspeler meer. Hij speelde zo'n 25 wedstrijden per seizoen vanaf dat moment.

## Clubstatistieken
| Seizoen | Club           | Competitie       | Competitie | Competitie | Beker | Beker | Internationaal | Internationaal | Totaal | Totaal |
| Seizoen | Club           | Competitie       | Wed.       | Dlp.       | Wed.  | Dlp.  | Wed.           | Dlp.           | Wed.   | Dlp.   |
| ------- | -------------- | ---------------- | ---------- | ---------- | ----- | ----- | -------------- | -------------- | ------ | ------ |
| 2007/08 | FC Midtjylland | Superligaen      | 19         | 0          | 0     | 0     | —              | —              | 19     | 0      |
| 2008/09 | US Palermo     | Serie A          | 27         | 3          | 0     | 0     | —              | —              | 27     | 3      |
| 2009/10 | US Palermo     | Serie A          | 35         | 2          | 3     | 0     | —              | —              | 38     | 2      |
| 2010/11 | VfL Wolfsburg  | Bundesliga       | 32         | 1          | 2     | 0     | —              | —              | 34     | 1      |
| 2011/12 | VfL Wolfsburg  | Bundesliga       | 3          | 0          | 1     | 0     | —              | —              | 4      | 0      |
| 2011/12 | → AS Roma      | Serie A          | 22         | 0          | 2     | 0     | 0              | 0              | 24     | 0      |
| 2012/13 | VfL Wolfsburg  | Bundesliga       | 22         | 2          | 3     | 0     | —              | —              | 25     | 2      |
| 2013/14 | Lille OSC      | Ligue 1          | 35         | 0          | 2     | 1     | —              | —              | 37     | 1      |
| 2014/15 | Lille OSC      | Ligue 1          | 31         | 1          | 2     | 1     | 9              | 1              | 42     | 3      |
| 2015/16 | Fenerbahçe SK  | Süper Lig        | 28         | 2          | 6     | 0     | 11             | 0              | 45     | 2      |
| 2016/17 | Fenerbahçe SK  | Süper Lig        | 27         | 1          | 5     | 0     | 11             | 2              | 43     | 3      |
| 2017/18 | Sevilla        | Primera División | 20         | 2          | 1     | 0     | 6              | 1              | 27     | 3      |
| 2018/19 | Sevilla        | Primera División | 26         | 0          | 4     | 0     | 7              | 0              | 37     | 0      |
| 2019/20 | → Atalanta     | Serie A          | 5          | 0          | 0     | 0     | 1              | 0              | 6      | 0      |
| 2019/20 | → AC Milan     | Serie A          | 15         | 0          | 4     | 0     | —              | —              | 19     | 0      |
| 2020/21 | AC Milan       | Serie A          | 28         | 0          | 1     | 0     | 10             | 1              | 39     | 1      |
| 2021/22 | AC Milan       | Serie A          | 11         | 0          | 0     | 0     | 3              | 0              | 14     | 1      |
| 2022/23 | AC Milan       | Serie A          | 17         | 0          | 1     | 0     | 6              | 0              | 24     | 0      |
| 2023/24 | AC Milan       | Serie A          | 20         | 0          | 1     | 0     | 4              | 0              | 25     | 0      |
| Totaal  | Totaal         | Totaal           | 423        | 14         | 38    | 2     | 69             | 5              | 529    | 21     |

## Interlandcarrière
Kjær debuteerde op 6 juni 2009 in het Deens voetbalelftal, in een met 0–1 gewonnen kwalificatiewedstrijd voor het WK 2010 in en tegen Zweden. Bondscoach Morten Olsen gunde hem die dag een basisplek en liet hem tot het einde van de wedstrijd spelen. Diezelfde Olsen nam hem een jaar later ook mee naar het eindtoernooi. Hierop had hij basisplaatsen in de groepswedstrijden tegen Nederland en Kameroen. De derde miste hij vanwege een schorsing.
Kjær nam ook met Denemarken deel aan het EK 2012 in Polen en Oekraïne, waarop de selectie van bondscoach Olsen ook in de groepsfase werd uitgeschakeld. Na een 1–0-overwinning op Nederland volgden nederlagen tegen Portugal (2–3) en Duitsland (1–2), waardoor de Denen als derde eindigden in groep B. Kjær speelde alle drie de wedstrijden van begin tot eind.
Kjær maakte op 22 maart 2013 zijn eerste interlanddoelpunt. Hij kopte Denemarken toen op 0–2 in een met 0–3 gewonnen kwalificatiewedstrijd voor het WK 2014 in en tegen Tsjechië. Kjær en de Denen wisten zich niet te kwalificeren voor het eindtoernooi. Twee jaar later lukte het ze ook niet om het EK 2016 te bereiken. Kjær was op 3 juni 2016 voor het eerst aanvoerder van het Deens voetbalelftal. Bondscoach Åge Hareide wees hem hiervoor aan voor een oefeninterland tegen Bosnië en Herzegovina. Hij maakte die dag ook zijn derde doelpunt voor de nationale ploeg.
Kjær kwalificeerde zich met Denemarken via play-offs tegen Ierland voor het WK 2018. Dit werd zijn tweede WK. Hij speelde alle vier de wedstrijden van de Denen van begin tot eind, tot Denemarken in de achtste finale strandde tegen Kroatië. Hij droeg alle wedstrijden de aanvoerdersband, zoals hij inmiddels al twee jaar deed in de nationale ploeg.
Op 12 juni 2021 nam aanvoerder Simon Kjaer in de wedstrijd van het EK tegen Finland een heldenrol op zich door zich als een van de eersten te ontfermen  over de in elkaar gezakte Christian Eriksen. Daarnaast vormde hij samen met zijn Deense ploeggenoten een haag om Eriksen, die op dat moment werd gereanimeerd. Ook troostte hij de vriendin van Eriksen toen deze het veld opkwam. Eriksen werd bij kennis naar het ziekenhuis vervoerd, waar later vermeld werd dat hij was gestabiliseerd en kon ademen en praten. Later deze avond werd de wedstrijd hervat. Denemarken verloor deze wedstrijd met 0–1.
Kjær werd op 30 mei 2024 door Kasper Hjulmand opgenomen in de Deense selectie voor het EK 2024 in Duitsland. Denemarken speelde in de groepsfase gelijk Slovenië, Engeland en Servië, waarna het in de achtste finales werd uitgeschakeld door gastland Duitsland (2–0). Kjær kwam op het toernooi niet in actie.

## Erelijst
| Kampioen Serie A | 1x | 2021/22 |